# Mesoplodon peruvianus
Il mesoplodonte pigmeo (Mesoplodon peruvianus) è un cetaceo odontoceto della famiglia Ziphiidae. È il più piccolo dei mesoplodonti ed è uno di quelli scoperti più di recente. Fatto interessante, ci sono inoltre non più di due dozzine di avvistamenti di uno zifide sconosciuto privo ancora di nome scientifico, e chiamato quindi Mesoplodon sp. A, i cui membri si ritengono appartenenti a questa specie. L'aspetto fisico di questa specie è stato descritto per la prima volta nel 1990 sulla base di uno scheletro e di una carcassa decomposta trovati in Baja California.

## Descrizione fisica
Il corpo del mesoplodonte pigmeo presenta la classica forma a fuso tipica del genere, sebbene la coda sia insolitamente sottile. Il melone è alquanto bulboso e si inclina su un becco piuttosto corto. Nei maschi la rima boccale presenta un arco ben distinto e prima dell'apice ci sono due denti che si protendono leggermente dalla linea gengivale. La colorazione è generalmente grigio scura sopra e più chiara sotto, soprattutto sulla mascella inferiore, sulla gola e dietro l'ombelico. I maschi possono avere un caratteristico "gallone" pallido sulla schiena. Le dimensioni di questa specie sono solamente di 4,5 metri e alla nascita ne misurano 1,6.

## Popolazione e distribuzione
Questo mesoplodonte è stato riscontrato nel Pacifico orientale tropicale tra la Baja California e il Perù tramite avvistamenti e spiaggiamenti. Un altro esemplare, apparentemente della stessa specie, si è spiaggiato in Nuova Zelanda, indicando una presenza anche nel Pacifico occidentale. Non è stata fatta alcuna stima della popolazione.

## Comportamento
Sappiamo poco del comportamento di gruppo di questo zifide, ma ne sono stati visti piccoli gruppi. I contenuti stomacali di un esemplare rivelano che si nutra di pesci, diversamente dai calamari di cui si nutrono normalmente gli altri membri del genere.

## Conservazione
In Perù questa specie è abbastanza vulnerabile alle reti da pesca, dal momento che gli scienziati trovarono 6 adulti morti in una rete molto piccola. Comunque, questo aspetto non è abbastanza per determinare il grado di conservazione della specie.